# Llanasa
Llanasa är en community i Storbritannien.   Den ligger i kommunen Flintshire och riksdelen Wales, i den centrala delen av landet, 290 km nordväst om huvudstaden London.